# Памятник Юрию Гагарину (Кливленд)
Памятник Юрию Гагарину в Кливленде (США, штат Огайо) установлен на территории Русского культурного сада (входит в группу этнических и национальных садов в Парке Рокфеллера в Кливленде).
Памятник был открыт 25 августа 2019 года на Аллее славы Русского культурного сада.
Об установке памятника в Кливленде было размещено сообщение на сайте Посольства России в США.
Автором памятника является скульптор Алексей Леонов, памятник установлен по инициативе международного благотворительного фонда «Диалог культур — Единый мир». Бюст был разработан на родине российской космонавтики в Калуге, а изготовлен в Жуковском, где располагается школа лётчиков-испытателей, которую в своё время окончил Гагарин.

## Открытие памятника
Накануне торжественного открытия памятника в научном центре Great Lakes Science Center был организован гала-вечер, посвящённый памяти Юрия Гагарина. В рамках вечера, помимо прочего, проводились благотворительные мероприятия.
На торжественной церемонии открытия памятника присутствовал мэр города Кливленда Фрэнк Джексон и представители российской дипломатической миссии. Глава Российского культурного центра в Вашингтоне Марк Калинин в рамках церемонии открытия памятника зачитал обращённое к гостям церемонии письмо российского посла в Америке Анатолия Антонова.

## Описание памятника
Памятник представляет из себя бюст, выполненный из бронзы. Юрий Гагарин представлен на нём в шлеме от космического скафандра, в котором он совершил свой полёт.
Бюст помещён на высокое гранитное основание, высота которого такова, что бюст расположен вровень с лицом стоящего человека.
На памятнике размещена надпись на английском языке, в которой указывается полное имя Гагарина и сообщается о том, что он совершил первый в истории человечества космический полёт 12 апреля 1961 года.